# Oskar Köhler (Politiker)
Robert Oskar Köhler (* 24. Oktober 1861 in Tinz; † 16. März 1930 in Gera) war ein deutscher Gutsbesitzer und Politiker.

## Leben
Köhler war der Sohn des Gutsbesitzers Ernst Hermann Köhler aus Tinz und dessen Ehefrau Agnes Bertha geborene Baumgärtel aus Rusitz. Köhler, der evangelisch-lutherischer Konfession war, heiratete am 21. Juli 1891 in Tinz Emma Lidda Rothe (* 3. April 1870 in Bieblach; † 10. November 1921 in Gera-Tinz), die Tochter des Gutsbesitzers Johann Friedrich Hermann Rothe in Bieblach.
Köhler war Gutsbesitzer und Bürgermeister in Tinz.
Vom 27. Oktober 1901 bis zum 25. September 1904 war er Mitglied im Landtag Reuß jüngerer Linie.